# Colliuris picta
Colliuris picta är en skalbaggsart som beskrevs av Maximilien de Chaudoir. Colliuris picta ingår i släktet Colliuris och familjen jordlöpare. Inga underarter finns listade i Catalogue of Life.